# المنطقة المنزوعة السلاح (كوريا)

خارطة تبين المنطقة المنزوعة السلاح

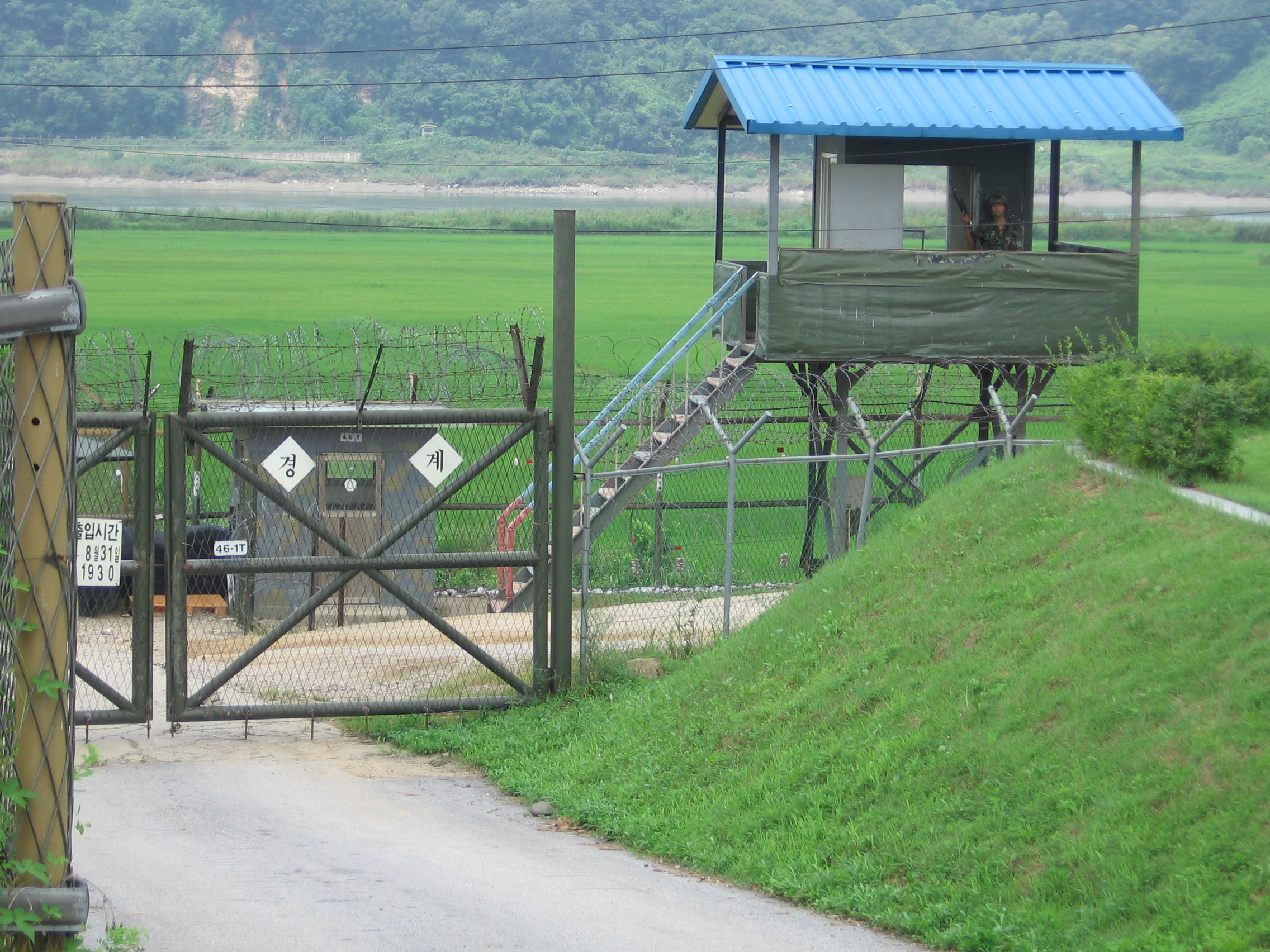
جندي كوري جنوبي أعلى برج الحراسة

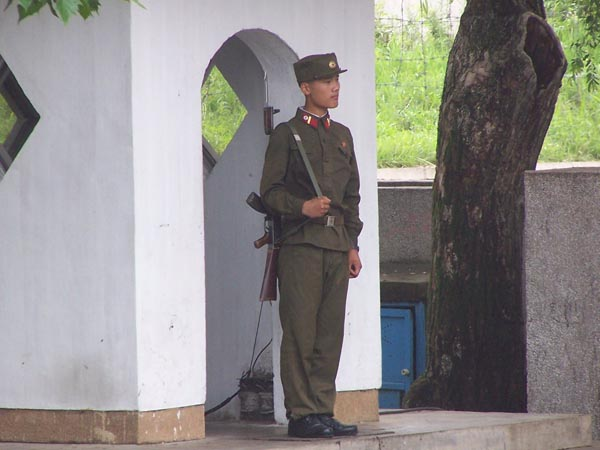
جندي كوري شمالي في نقطة حراسة

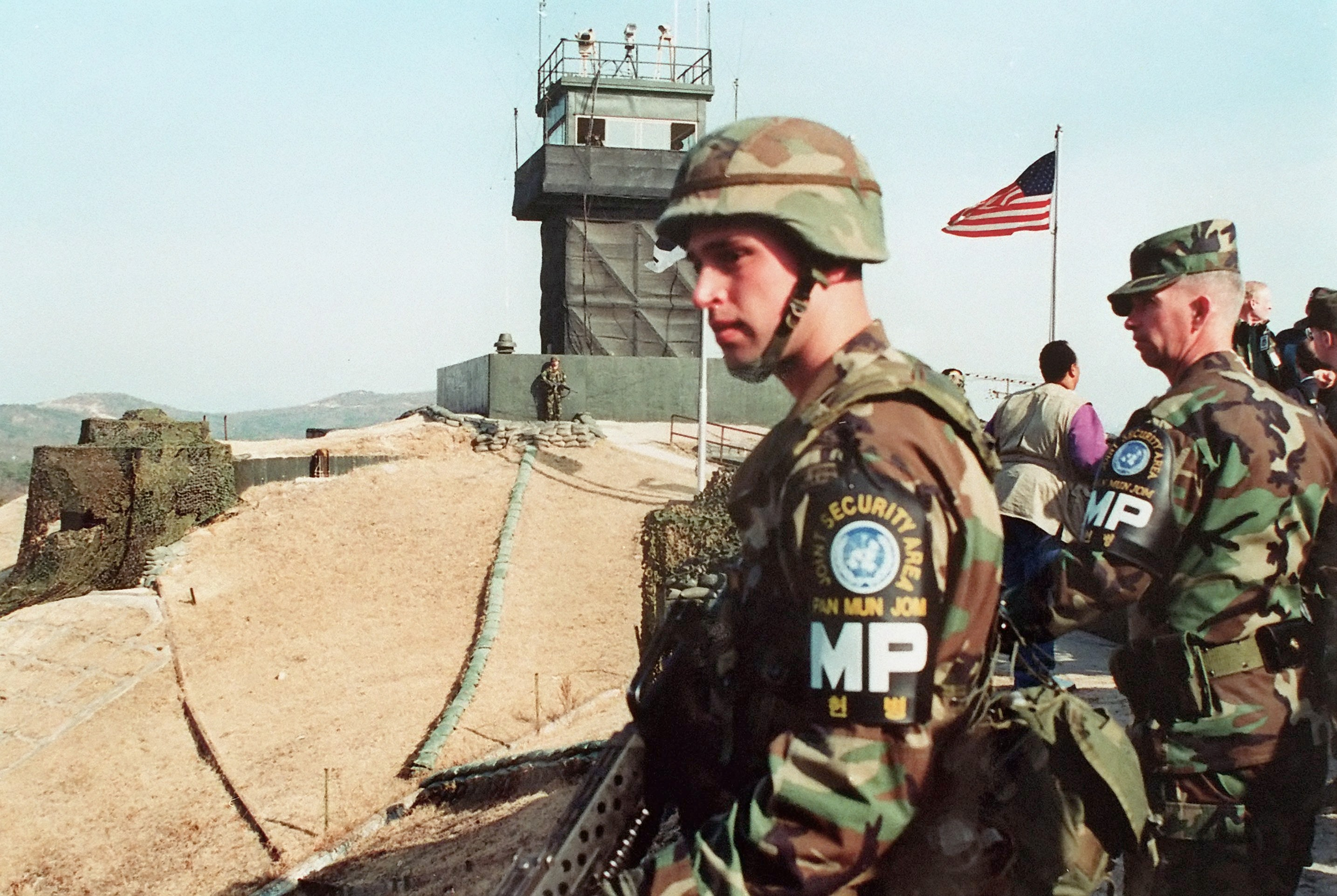
برج مراقبة للقوات المشتركة

منطقة كورية منزوعة السلاح هي منطقة حزام أمني بين كوريا الشمالية وكوريا الجنوبية يمنع وجود السلاح فيها باتفاق مشترك بين حكومتي البلدين. تم إنشاء المنطقة بتاريخ 27 يوليو 1953 بمشاركة الأمم المتحدة عند إعلان وقف إطلاق النار وليس إنهاء حالة الحرب بينهما. يمنع تواجد المدنيين فيها إلا بإذن خاص ومسبق. طول المنطقة 250 كم 
وعرضها 4 كم. تدار المنطقة من قبل قوات عسكرية مشتركة من كوريا الشمالية والجنوبية والأمم المتحدة لتكون أكثر المناطق حشدا للعسكريين في العالم.
سمح مؤخرا للسياح بزيارة المنطقة المنزوعة السلاح من الجانب الجنوبي واحتجت كوريا الشمالية بشدة على هذا الإجراء، قبل أن تسمح هي الأخرى بزيارات مماثلة للمنطقة.

## التاريخ
تسببت أعمال العنف المتفرقة في مقتل أكثر من 500 جندي كوري جنوبي و 50 جنديا أمريكيا و 250 جنديا من كوريا الديمقراطية على طول المنطقة المجردة من السلاح بين عامي 1953 و 1999.
دايسيونغ دونج وكيجونغ-دونغ هما المستوطنتان الوحيدتان اللتان سمحت بهما لجنة الهدنة للبقاء ضمن حدود المنطقة المجردة من السلاح.

ويخضع سكان تاي سونغ دونغ لحماية ومحمية من قبل قيادة الأمم المتحدة ويتعين عليهم بشكل عام قضاء ما لا يقل عن 240 ليلة في السنة في القرية للحفاظ على إقامتهم
في عام 2008 بلغ عدد سكان القرية 218 شخصا.
للاستمرار في ردع التوغل الكوري الشمالي، قامت حكومة الولايات المتحدة في عام 2014 بإعفاء منطقة الكورية منزوعة السلاح من تعهدها بالقضاء على الألغام الأرضية المضادة للأفراد
ولكن في 1 أكتوبر 2018 ، بدأت عملية تستغرق 20 يومًا لإزالة الألغام الأرضية من كلا جانبي المنطقة المجردة من السلاح.

## منطقة الأمن المشتركة

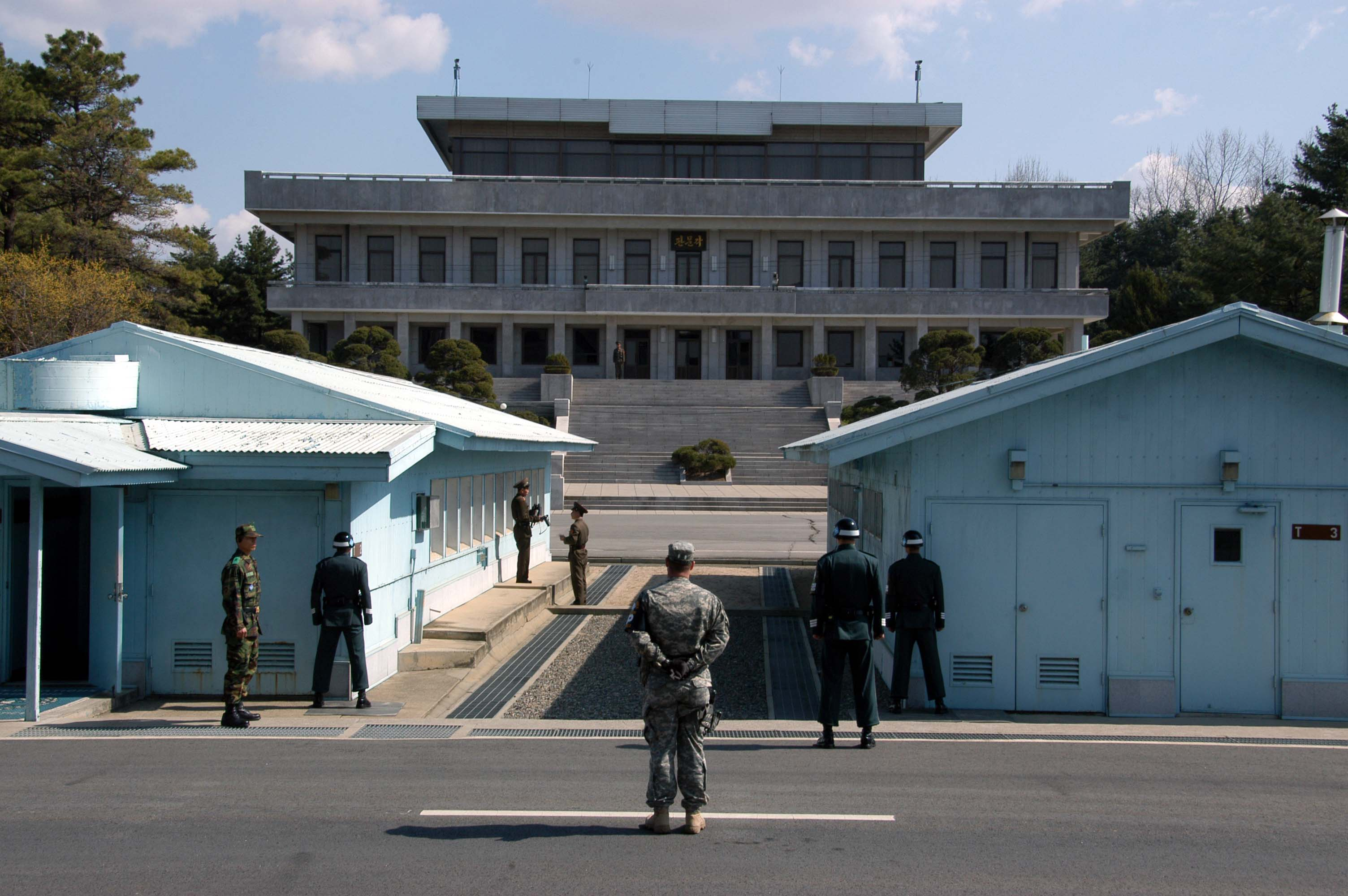
صورة لمنطقة الحماية المشتركة

داخل المنطقة المجردة من السلاح، بالقرب من الساحل الغربي لشبه الجزيرة، بانمنجوم هي موطن منطقة الأمن المشتركة (JSA). في الأصل، كانت المنطقة الوحيدة للاتصالات بين كوريا الشمالية وكوريا الجنوبية

في 23 نوفمبر 1984، قام سائح سوفياتي يدعى فاسيلي ماتوزوك، والذي كان جزءًا من رحلة رسمية إلى JSA (التي استضافتها كوريا الشمالية، وركض عبر خط ترسيم الحدود وهو يصرخ بأنه يريد أن ينشق.

القوات الكورية الشمالية طاردته مباشرة، وفتحت النار. ورد حرس الحدود في الجانب الكوري الجنوبي بإطلاق النار، وفي النهاية أحاطوا بالكوريين الشماليين أثناء مطاردتهم لماتوساك. وقد قُتل أحد الجنود الكوريين الجنوبيين وثلاثة جنود من كوريا الشمالية في الحادث، ولم يتم القبض على ماتوساك.

## سواري العلم
في الثمانينيات، بنت الحكومة الكورية الجنوبية سارية العلم التيالتي يبلغ طولها 98.4 متر (323 قدمًا) في دايسيونج-دونغ، التي ترفع العلم الكوري الجنوبي الذي يزن 130 كيلوغرامًا (287 رطلاً). في ما وصفه البعض بـ «حرب سارية العلم» ، ردت حكومة كوريا الشمالية ببناء سارية العلم في بان مون جوم التي يبلغ طولها 160 مترًا (525 قدمًا) في كيجينغ-دونغ، على بعد 1.2 كيلومتر (0.7 ميل) فقط غرب الحدود مع كوريا الجنوبية. انها ترفع علم يبلغ وزنه 270 كيلوغراما (595 رطل) من كوريا الشمالية. اعتبارا من عام 2014 ، سارية العلم بان مون جوم هي رابع أطول سارية في العالم، بعد سارية العلم في جدة، المملكة العربية السعودية ، التي يبلغ طولها 170 م (558 قدم) ، سارية دوشانبي في دوشانبي، طاجيكستان ، وطولها 165 م (541 قدم) و سارية في ساحة العلم الوطني في باكو، أذربيجان، والتي هي 162 م (531 قدم).

## التوغلات والحوادث المتعلقة بالمنطقة منزوعة السلاح
منذ ترسيم الحدود، كان لدى المنطقة المجردة من السلاح العديد من الحوادث والاجتياحات من كلا الجانبين، على الرغم من أن حكومة كوريا الشمالية لا تعترف أبداً بالمسؤولية المباشرة عن أي من هذه الحوادث سوى بعض الحالات.
بلغ هذا الأمر أشده خلال الصراع الكوري في المنطقة منزوعة السلاح (1966-1969) عندما أسفرت سلسلة من المناوشات على المنطقة منزوعة السلاح عن مقتل 43 جنديًا أمريكيًا و 299 جندياً كوريًا جنوبيًا و 397 جنديًا كوريًا شماليًا.
وشمل ذلك غارة البيت الأزرق في عام 1968 ، في محاولة لاغتيال الرئيس بارك تشونج هي في البيت الأزرق
في عام 1976 ، في محضر اجتماع تم رفع السرية عنه الآن، قال نائب وزير الدفاع الأمريكي وليام كليمنتس لهنري كيسنجر إنه كان هناك 200 غارة أو توغل في كوريا الشمالية من الجنوب، ولكن ليس من قبل الجيش الأمريكي. ولم تتضح تفاصيل سوى القليل من هذه الغارات، بما في ذلك غارات شنتها القوات الكورية الجنوبية في عام 1967 ، مما أدى إلى تدمير حوالي 50 منشأة كورية شمالية.